# Stereo (film)
Stereo este un film SF canadian din 1969 regizat de David Cronenberg. În rolurile principale joacă actorii Ronald Mlodzik (care apare și în alte filme ale lui Cronenberg: Crimes of the Future, Shivers sau Rabid), Jack Messinger și Iain Ewing.
Este primul film artistic de lung metraj al lui Cronenberg (având aproximativ puțin peste o oră), după două filme de scurt metraj, Transfer și From the Drain. Acțiunea filmului se desfășoară în anul 1969.